# Capheris apophysalis
Capheris apophysalis är en spindelart som beskrevs av Lawrence 1928. Capheris apophysalis ingår i släktet Capheris och familjen Zodariidae.
Artens utbredningsområde är Namibia. Inga underarter finns listade.